# Канопа
Кано́пи (від дав.-гр. κάνωβος чи лат. canopus) — в єгиптології посудини, в яких при муміфікації тіла окремо зберігалися внутрішні органи. Після вилучення органи промивалися, а потім занурювалися в канопи з бальзамом. Всього до кожної мумії вельможі додавалося 4 канопи. Кришки канопи як правило були прикрашені головами 4-х богів — синів Гора. Альтернативно замість каноп використовувалися мішки.

## Етимологія
Ранні єгиптологи пов'язували назву каноп з легендарним героєм Канопом, човнярем Менелая, який нібито був похований у дельті Нілу, де вшановували його зображення в формі глека. Альтернативна версія виводить назву від місця Канопус (нині Абукір) у західній частині дельти Нілу поблизу Александрії, де поклонялися глекам із людськими головами як уособленням бога Осіріса.

## Використання
Після вилучення з тіла померлої людини, її органи оброблялися натроном і поміщалися в глеки канопи. Виготовлялися канопи з дерева, каменю, кераміки або фаянсу.
Найдавніші канопи відомі з часів Стародавнього царства (бл. 2575–бл. 2130 р. до н. е.). Вони мали прості кришки, але в період Середнього царства (бл. 1938–бл. 1630 р. до н. е.) глеки почали прикрашати скульптурними зображеннями людської голови; від 19-ї династії до кінця Нового царства (1539—1075 рр. до н. е.) голови стали представляти чотирьох синів бога Гора (Дуамутефа з головою шакала, Кебехсенуфа з головою сокола, Імсета з головою людини та Хапі з головою павіана) . З 21-ї по 25-ту династії (1075—664 рр. до н. е.) почалася практика повернення забальзамованих нутрощів у тіло. Канопи продовжили використовуватися в поховальних ритуалах, але залишалися порожніми.
Багато каноп часів Стародавнього царства знайдені зі слідами пошкоджень і ремонту. Тому ймовірно, що їх застосовували повторно в післяпоховальних ритуалах. Ранні канопи поміщалися до скринь, які лишалися в гробниці поруч із саркофагом. Пізніше їх ставили в ряд на похоронних ношах, або в чотирьох кутках гробниці. Замість каноп органи могли також поміщатися в мішки, що клалися біля ніг мумії.
Існувало чотири види каноп, які відповідали таких богам:
- Хапі, бог з головою павіана, який представляв Північ (відмінний від бога Нілу з тим же іменем). Канопа з його головою на кришці містила легені та повинна була захищатися богинею Нефтидою.
- Дуамутеф, бог із головою шакала, який представляв Схід. Його канопа містила шлунок і захищалася богинею Нейт.
- Імсет, бог із головою людини, що представляв Південь. Його канопа містила печінку та захищалася богинею Ісідою.
- Кебексенуф, бог із головою сокола, що представляв Захід. Його канопа містила кишки та захищалася богинею Серкет.

## Галерея

Канопи — схема: чотири сина Гора зліва направо — Амсет, Дуамутеф, Хапі та Кебексенуф
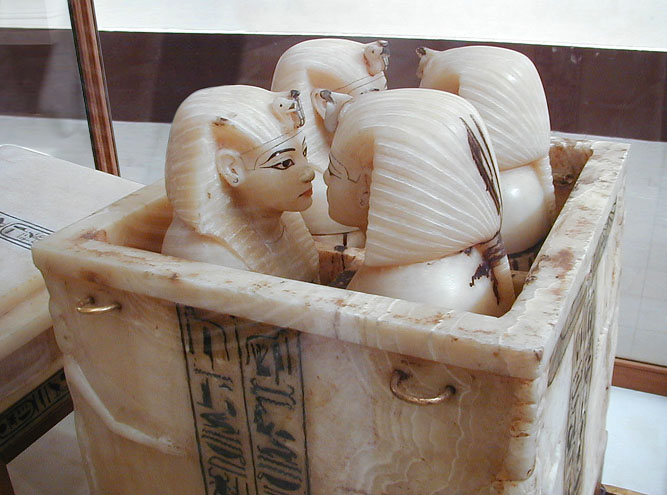
Алебастрові канопи Тутанхамона; 1333–1323 роки до н.е.
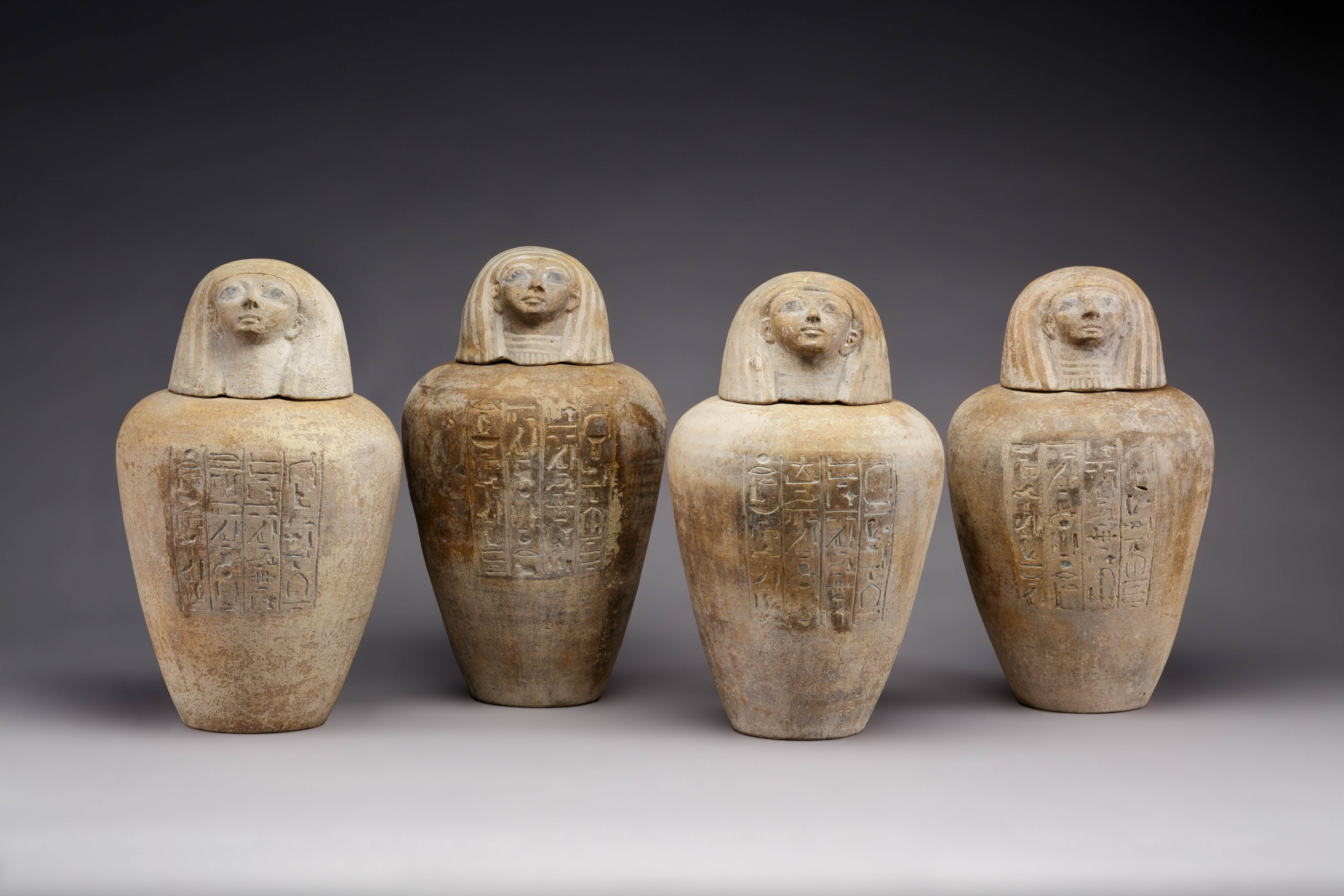
Керамічні канопи нубійського правителя Рую; 1504–1447 рр. до н.е.
Ієрогліфи чотирьох синів Гора, використовувані на канопах
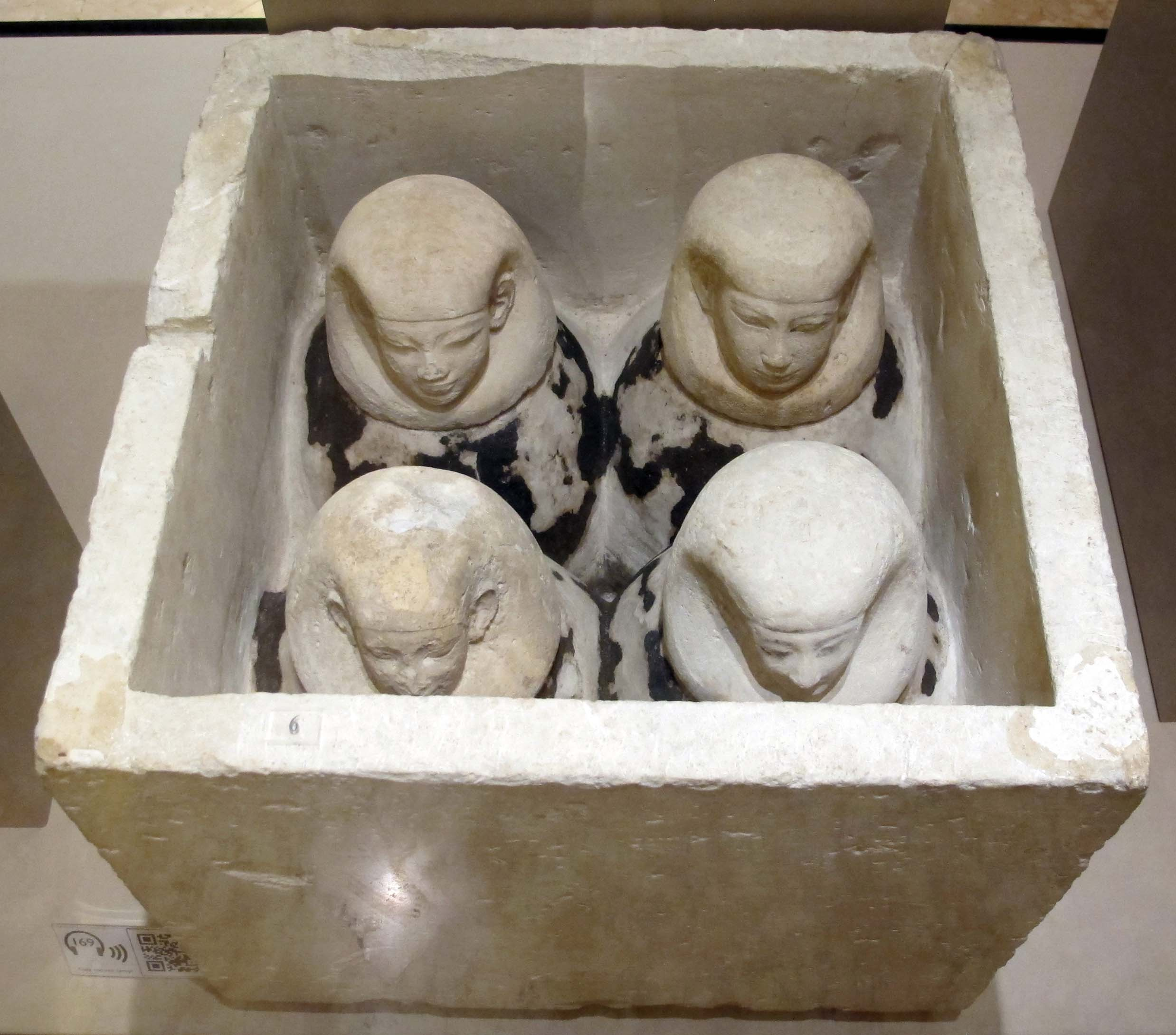
Канопи XII-XIII динстії в скрині
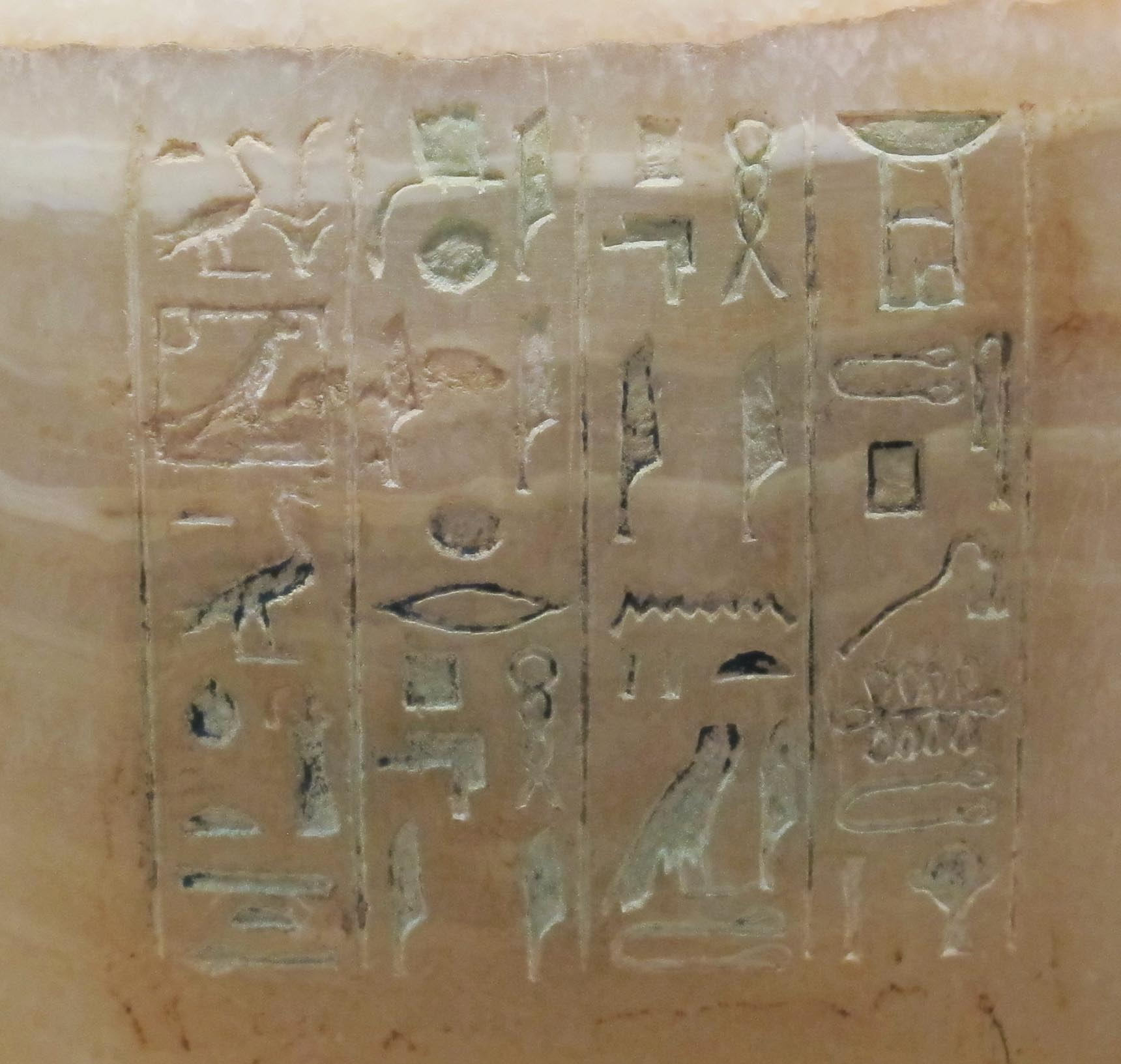
Напис на канопі принцеси Сітаторіунет, бл. 1887–1813 рр. до н.е.